# Línea C-7 (Cercanías Madrid)
La línea C-7 de Cercanías Madrid conecta Alcalá de Henares con Príncipe Pío, pasando por el Túnel de la Risa. Hasta la reordenación de nomenclaturas del 5 de noviembre de 2018, seguía desde Príncipe Pío hacia Fuente de la Mora, pasando de nuevo por el Túnel de la Risa.
En su recorrido atraviesa los municipios de Alcalá de Henares (2 estaciones), Torrejón de Ardoz (2 estaciones), Coslada (2 estaciones), Madrid (14 estaciones), Las Rozas de Madrid (1 estación), Majadahonda (1 estación) y Pozuelo de Alarcón (2 estaciones).

## Historia
El 15 de noviembre de 1988 se abrió el bypass del Pinar de las Rozas, que comunicaba la línea Imperial en su tramo Príncipe Pío-Pinar de las Rozas con la variante de la línea que se dirigía a la estación de Chamartín sin pasar por la estación de Pinar. Tras este acontecimiento se creó el 10 de diciembre de 1988 la línea C-7, que unía la Estación de Atocha con la de Príncipe Pío (entonces Norte) pasando por Chamartín y Las Rozas de Madrid.
Al tiempo que se abría la línea, se suprimieron las estaciones de El Plantío y El Plantío-Majadahonda y se creó una nueva estación en Majadahonda algo más cerca del centro de la localidad, pero más apartada de El Plantío. A pesar de tener en su esquema de paradas el apeadero de Pitis, solo efectuaban parada en el mismo trenes de las líneas C-8a y C-8b.
En mayo de 1989 se abrió la Estación de El Tejar, que comunicaba la línea creada con las líneas C-8a y C-8b que se dirigían hacia El Escorial y Cercedilla, y se prolongó su recorrido por Entrevías, Vallecas y Santa Eugenia, hasta Vicálvaro. Dos años después, en 1991, intercambiaría su cabecera este por la de la entonces línea C-1, de modo que se amplió definitivamente a Alcalá de Henares.
A partir de 1993, comenzó a efectuar parada exclusivamente en Pitis, en sustitución de las líneas C-8a y C-8b.
El 23 de diciembre de 1994 se inaugura en la línea una nueva estación entre Pozuelo y Majadahonda, El Barrial, que daba servicio a esta barriada de oficinas situada en el límite de los términos municipales de Pozuelo de Alarcón y Madrid y al nuevo centro comercial construido. Esta estación cambió su nombre dos años después por El Barrial-Centro Comercial Pozuelo. 
En 1995 se suprimió la parada en Pitis.
El 30 de junio de 1996 como parte de la remodelación de infraestructuras ferroviarias abordada dentro de la operación urbanística Pasillo Verde Ferroviario se puso en servicio una nueva línea entre Atocha-Cercanías y Príncipe Pío con tres nuevas estaciones. Esta línea seguía el antiguo trazado del ferrocarril de contorno entre las estaciones del Mediodía y el Norte. En este momento se crea la nueva línea C-10 y también la línea C-7b, que desde Príncipe Pío prolongaba su recorrido hasta Tres Cantos y pasó a denominarse a la entonces C-7 como C-7a. A partir de este momento los planos reflejaban en rojo la línea C-7a que coincidía con la antigua C-7 y en fucsia la C-7b, que circulaba por el Pasillo Verde Ferroviario y el túnel de la risa usando la línea directa Madrid-Burgos hasta Tres Cantos. En septiembre de ese mismo año se añade a la línea la estación de El Pozo, situada entre Entrevías y Vallecas.
En 1998 se cambia el nombre de la estación de Entrevías por el actual de Asamblea de Madrid-Entrevías.
En 1999 se reabre la estación de Pitis con la apertura de la estación de Metro.
En febrero de 2001 al abrirse el ramal a Alcobendas se eliminó la nomenclatura C-7a/C-7b del plano, y se sustituyó por una diferencia sutil en el color de la línea, que aparece roja en el tramo a y marrón en el tramo b, considerándose toda C-7.
El 25 de julio de 2002, se prolongó la línea desde Tres Cantos hasta Colmenar Viejo duplicando y electrificando los 11 km de vía del ferrocarril directo Madrid-Burgos hasta dicha localidad.
En 2004 un tren de esta línea fue protagonista en los atentados del 11 de marzo de 2004, un tren de la serie 446 que se dirigía a Príncipe Pío en la estación de Santa Eugenia.
El 22 de mayo de 2004 se añadió a la línea la estación de La Garena, entre Torrejón de Ardoz y Alcalá de Henares.
A partir del 9 de julio de 2008, la línea se vuelve toda del mismo color (rojo) y deja de circular por la línea Madrid-Burgos estableciendo su cabecera en Chamartín. Sigue presentando la particularidad de recorrer dos veces el túnel de la risa.
El 1 de agosto de 2010 se cierra la Estación de El Tejar.
Desde el 24 de marzo de 2011, el recorrido finaliza en Fuente la Mora, cuyo uso público se pospone al 25, aunque realmente solo 6 trenes por la mañana y de lunes a viernes laborables finalizaban en esta estación, finalizando el resto en Chamartín.
El 31 de agosto de 2015 se inaugura la nueva estación de Soto del Henares en un barrio de nueva construcción al este del casco urbano de Torrejón de Ardoz, ubicada entre las estaciones de Torrejón de Ardoz y La Garena.
El 5 de febrero de 2018 se inauguró la estación de Mirasierra - Paco de Lucía completando el intercambiador después de casi 3 años después la apertura de su estación de Metro.
El 5 de noviembre de 2018, con una pequeña reorganización de red, los trenes de la C-7 según el plano terminan en Príncipe Pio, aunque realmente se transforman en servicios de la línea C-1 y continúan hasta el Aeropuerto. Esta práctica se llevó a cabo hasta el 14 de diciembre de 2024.
Algunos fines de semana del verano de 2023, la línea se vio afectada por obras entre Chamartín y Pitis. Los trenes con origen Príncipe Pío acabaron en Pinar y los trenes con origen Alcalá de Henares finalizaban en Chamartín.
Del 10 al 13 de octubre de 2024, por obras en el tramo Pozuelo - Atocha, permanecieron cerradas las estaciones de Aravaca y Príncipe Pío, de modo que los trenes finalizaban recorrido en Pozuelo. Desde Aravaca y El Barrial-Centro Comercial Pozuelo existían servicios especiales (líneas SE863 y SE864) de la EMT que conectaban Príncipe Pío con estas dos estaciones.
Desde el 15 de diciembre de 2024, la línea termina en Príncipe Pío, anteriormente continuando por el Pasillo Verde Ferroviario como línea C-1.
Del 28 de febrero al 3 de marzo de 2025, por obras en el tramo Pinar de las Rozas - Príncipe Pío, la línea se vio afectada junto con la línea C-10, finalizando su recorrido en la estación de Pitis. Se ofreció un servicio sustitutivo de autobús entre las estaciones de Pinar de las Rozas y Príncipe Pío además de un servicio especial de autobús entre Príncipe Pío y Aravaca.

## Material móvil
Por esta línea circulan trenes de las series 446, 450 y 465 de Renfe.

## Recorrido
Partiendo de la estación de Alcalá de Henares, la C-7 utiliza las vías de la línea Madrid-Zaragoza en dirección a Madrid.
En primer lugar atraviesa el nuevo barrio de La Garena, donde tiene una estación. Sale de Alcalá de Henares y llega a Torrejón de Ardoz, donde tiene dos estaciones: Soto del Henares y Torrejón de Ardoz. Después entra en el término municipal de Coslada, en el Barrio de la Estación, donde se encuentra la estación de San Fernando y 2 km después la estación de Coslada junto al casco antiguo.
A continuación entra en Madrid por el distrito de Vicálvaro, donde está la estación de Vicálvaro, que enlaza con la estación de Puerta de Arganda de Metro de Madrid. Pasa bajo la A-3 y entra en el distrito de Villa de Vallecas, donde tiene dos estaciones, Santa Eugenia y Vallecas, la segunda con conexión con metro. Pasa sobre la M-40 y entra en el distrito de Puente de Vallecas, donde tiene otras dos estaciones, El Pozo y Asamblea de Madrid-Entrevías, las últimas del tramo que discurre sobre la línea Madrid-Zaragoza antes de llegar a la estación de Atocha.
Tras la estación de Atocha la línea se mete en el Túnel de la Risa hasta Chamartín, con parada en Recoletos y Nuevos Ministerios.
Desde Chamartín sale por la línea Madrid-Irún, con paradas en Ramón y Cajal (junto al hospital homónimo), Mirasierra-Paco de Lucía y Pitis. En la estación de El Tejar, clausurada desde julio de 2010, se desvía de la línea Madrid-Irún por el bypass de Pinar de las Rozas hacia Madrid por el tramo que fue parte de la línea Imperial entre la estación de Príncipe Pío y Las Rozas de Madrid.
En este tramo la línea efectúa parada en Las Rozas de Madrid, Majadahonda, El Barrial (en el límite entre Madrid y Pozuelo de Alarcón), Pozuelo y se introduce de nuevo en Madrid por el distrito de Moncloa-Aravaca.
Una vez en Madrid, efectúa parada en Aravaca, donde conecta con Metro Ligero Oeste y llega a Príncipe Pío donde finaliza recorrido en la vía 3 de dicha estación.
Conecta con:
- Línea C-1 en la estación de Chamartín-Clara Campoamor.
- Línea C-2 en las estaciones de Alcalá de Henares, La Garena, Soto del Henares, Torrejón de Ardoz, San Fernando, Coslada, Vicálvaro, Santa Eugenia, Vallecas, El Pozo, Asamblea de Madrid-Entrevías, Atocha, Recoletos, Nuevos Ministerios y Chamartín-Clara Campoamor.
- Línea C-3 en las estaciones de Atocha, Nuevos Ministerios y Chamartín-Clara Campoamor.
- Línea C-4 en las estaciones de Atocha, Nuevos Ministerios y Chamartín-Clara Campoamor.
- Línea C-5 en la estación de Atocha.
- Línea C-8 en las estaciones de Alcalá de Henares, La Garena, Soto del Henares, Torrejón de Ardoz, San Fernando, Coslada, Vicálvaro, Santa Eugenia, Vallecas, El Pozo, Asamblea de Madrid-Entrevías, Atocha, Recoletos, Nuevos Ministerios, Chamartín-Clara Campoamor, Ramón y Cajal, Mirasierra-Paco de Lucía y Pitis.
- Línea C-10 en las estaciones de Atocha, Recoletos, Nuevos Ministerios, Chamartín-Clara Campoamor, Las Rozas, Majadahonda, El Barrial-Centro Comercial Pozuelo, Pozuelo, Aravaca y Príncipe Pío.
- Metro de Madrid en las estaciones de Coslada, Vicálvaro, Vallecas, Atocha, Nuevos Ministerios, Chamartín-Clara Campoamor, Mirasierra-Paco de Lucía, Pitis y Príncipe Pío.
- Metro Ligero de Madrid en la estación de Aravaca.

## Frecuencias
La frecuencia de la línea es de 30 min, aunque al coincidir con otras en la mayor parte de su recorrido los trenes pasan más a menudo siendo en hora valle las frecuencias las siguientes:
- 5-10 min en el Corredor del Henares (coincidente con las líneas C-2 y C-8), salvo en fin de semana que sólo hay 4 trenes/hora y sentido y sin cadenciar, dando como resultado frecuencias de 5-25 minutos alternadamente.
- menos de 5 min en el túnel de la risa (coincidente con las líneas C-2, C-8 y C-10).
- 10 min en el tramo Chamartín-Pitis (coincidente con la línea C-8).
- 15 min en el tramo Las Rozas de Madrid-Príncipe Pío (coincidente con la línea C-10).

## Estaciones
| Estación                            | Acc. | Enlaces                                        | Apertura                | Distrito                                          | Municipio           | Notas                                          |
| ----------------------------------- | ---- | ---------------------------------------------- | ----------------------- | ------------------------------------------------- | ------------------- | ---------------------------------------------- |
| Alcalá de Henares                   |      | AVE, Larga Distancia y Media Distancia (Renfe) | 3 de mayo de 1859       | Centro Chorrillo-Garena                           | Alcalá de Henares   |                                                |
| La Garena                           |      |                                                | 22 de mayo de 2004      | Reyes Católicos Chorrillo-Garena                  | Alcalá de Henares   |                                                |
| Soto del Henares                    |      |                                                | 31 de agosto de 2015    | Parque Cataluña-Mancha Amarilla- Soto del Henares | Torrejón de Ardoz   |                                                |
| Torrejón de Ardoz                   |      |                                                | 3 de mayo de 1859       | Centro Los Fresnos-Castillo-San José              | Torrejón de Ardoz   |                                                |
| San Fernando                        |      |                                                | 3 de mayo de 1859       | Barrio de la Estación                             | Coslada             | Anteriormente Coslada-San Fernando (1859-1990) |
| Coslada                             |      |                                                | 1983                    | Casco urbano                                      | Coslada             |                                                |
| Vicálvaro                           |      |                                                | 3 de mayo de 1859       | Vicálvaro                                         | Madrid              |                                                |
| Santa Eugenia                       |      |                                                | Enero de 1989           | Villa de Vallecas                                 | Madrid              |                                                |
| Vallecas                            |      |                                                | 4 de marzo de 1999      | Villa de Vallecas Puente de Vallecas              | Madrid              |                                                |
| El Pozo                             |      |                                                | 1 de septiembre de 1996 | Puente de Vallecas                                | Madrid              | Anteriormente Madrid Sur-El Pozo (en proyecto) |
| Asamblea de Madrid-Entrevías        |      |                                                | 10 de febrero de 1977   | Puente de Vallecas                                | Madrid              | Anteriormente Entrevías (1977-1998)            |
| Atocha                              |      | AVE, Larga Distancia y Media Distancia (Renfe) | 27 de julio de 1988     | Arganzuela Retiro Centro                          | Madrid              |                                                |
| Recoletos                           |      |                                                | 18 de julio de 1967     | Centro Salamanca                                  | Madrid              | Inaugurada como Calvo Sotelo (1967)            |
| Nuevos Ministerios                  |      |                                                | 18 de julio de 1967     | Chamberí Tetuán Chamartín                         | Madrid              |                                                |
| Chamartín-Clara Campoamor           |      | AVE, Larga Distancia y Media Distancia (Renfe) | 18 de julio de 1967     | Chamartín                                         | Madrid              |                                                |
| Ramón y Cajal                       |      |                                                | 18 de octubre de 1977   | Fuencarral-El Pardo                               | Madrid              |                                                |
| Mirasierra-Paco de Lucía            |      |                                                | 5 de febrero de 2018    | Fuencarral-El Pardo                               | Madrid              |                                                |
| Pitis                               |      |                                                | 25 de mayo de 1964      | Fuencarral-El Pardo                               | Madrid              |                                                |
| Las Rozas                           |      |                                                | 9 de agosto de 1861     | Centro                                            | Las Rozas de Madrid |                                                |
| Majadahonda                         |      |                                                | 1989                    | Majadahonda                                       | Majadahonda         |                                                |
| El Barrial-Centro Comercial Pozuelo |      |                                                | 23 de diciembre de 1994 | Moncloa-Aravaca                                   | Madrid              |                                                |
| Pozuelo                             |      |                                                | 9 de agosto de 1861     | Cascos Urbanos                                    | Pozuelo de Alarcón  |                                                |
| Aravaca                             |      |                                                | 9 de agosto de 1861     | Moncloa-Aravaca                                   | Madrid              |                                                |
| Príncipe Pío                        |      | AVE, Larga Distancia y Media Distancia (Renfe) | 9 de agosto de 1861     | Moncloa-Aravaca Centro                            | Madrid              | Anteriormente Norte (1861-1994)                |

## Futuro
En 2020 el Ministerio de Transportes licitó la redacción del estudio de viabilidad de una ampliación de la red de Cercanías a Boadilla del Monte, que podría usar esta línea y/o la C-10.
También se encuentra en ejecución la reforma del edificio de viajeros, instalación de ascensores y mejora de andenes en la estación de Alcalá de Henares.